# 리옌스야
린시응아(連詩雅, 연시아, Shiga Lin, 1988년 6월 29일 ~ )는 홍콩의 가수 겸 배우이다.

## 출연작

### 영화
- 2011년 희애야포[2]

## 광고
- 2008년 LUX Shampoo - Let it Flow

## 사건
- 홍콩 유명 女연예인 리엔스야, 음란 사진 유출[1]